# Michael Maltese
Pour les articles homonymes, voir Maltese.
Michael Maltese est un scénariste, acteur et compositeur américain, né le 6 février 1908 à New York (États-Unis) et mort le 22 février 1981 .

## Filmographie

### comme scénariste
- 1941 : The Haunted Mouse
- 1941 : The Cat's Tale
- 1941 : Porky's Bear Facts
- 1941 : The Trial of Mr. Wolf
- 1941 : Hiawatha's Rabbit Hunt
- 1941 : The Heckling Hare
- 1941 : Sport Chumpions
- 1941 : Notes to You
- 1941 : Rookie Revue
- 1941 : Rhapsody in Rivets
- 1941 : The Cagey Canary
- 1942 : Hop, Skip and a Chump
- 1942 : Aloha Hooey
- 1942 : Crazy Cruise
- 1942 : The Wabbit Who Came to Supper
- 1942 : Horton Hatches the Egg
- 1942 : Double Chaser
- 1942 : My Favorite Duck
- 1943 : The Fifth Column Mouse
- 1943 : The Unbearable Bear
- 1943 : Jack Wabbit and the Beanstalk
- 1943 : Hiss and Make Up
- 1943 : Fin'n Catty
- 1943 : Daffy - The Commando
- 1944 : Little Red Riding Rabbit
- 1944 : Meatless Flyday
- 1944 : Tom Turk and Daffy
- 1944 : The Weakly Reporter
- 1944 : Slightly Daffy
- 1944 : From Hand to Mouse
- 1944 : Stage Door Cartoon
- 1945 : Herr Meets Hare
- 1945 : Hare Trigger
- 1945 : Ain't That Ducky
- 1945 : Fresh Airedale
- 1945 : Peck Up Your Troubles
- 1946 : Holiday for Shoestrings
- 1946 : Of Thee I Sting
- 1946 : Fair and Worm-er
- 1946 : Roughly Squeaking
- 1947 : The Gay Anties
- 1947 : Scent-imental Over You
- 1947 : Tweetie Pie
- 1947 : Along Came Daffy
- 1947 : Inki at the Circus
- 1947 : Little Orphan Airedale
- 1948 : What's Brewin', Bruin?
- 1948 : Back Alley Oproar
- 1948 : House Hunting Mice
- 1948 : Daffy Dilly
- 1948 : Kit for Cat
- 1948 : Scaredy Cat
- 1950 : Dog Gone South
- 1950 : Caveman Inki
- 1954 : A Horse's Tale
- 1954 : Hay Rube
- 1955 : Helter Shelter
- 1955 : Witch Crafty
- 1955 : Private Eye Pooch
- 1955 : Flea for Two
- 1956 : 90 Day Wondering
- 1959 : Quick Draw McGraw (série TV)
- 1962 : Adventures of the Road-Runner
- 1979 : Bugs Bunny et Road Runner le film (The Great American Chase)
- 1980 : Duck Dodgers and the Return of the 24½th Century (TV)

- 1988 : SOS Daffy Duck (Daffy Duck's Quackbusters)

### comme acteur
- 1940 : You Ought to Be in Pictures : Studio Guard
- 1941 : We, the Animals, Squeak! : Leader Mouse
- 1942 : The Ducktators : Mussolini Duck (voix)
- 1943 : Tortoise Wins by a Hare : Various Rabbit Thugs
- 1943 : The Aristo-Cat : Hubie (voix)
- 1943 : Wackiki Wabbit : Fat Castaway (voix)
- 1948 : A Feather in His Hare : Indian
- 1951 : A Hound for Trouble : Customer (voix)
- 1952 : Little Beau Pepé : Foreign Legion Singer (voix)

### comme compositeur
- 1950 : Calypso Bunny, dans le cartoon Le Petit Pingouin (8 Ball Bunny)